# Copa de la Comunidad de Madrid de Voleibol Femenino
La Copa Comunidad de Madrid de Voleibol, también conocida como Copa CAM (Copa Comunidad Autónoma de Madrid), es un campeonato de voleibol donde participan de manera exclusiva los equipos de la Comunidad de Madrid que militan en ligas nacionales: Superliga, Superliga 2 y Primera División Nacional. Se lleva realizando desde el año 2010 de forma intermitente, disputándose hasta doce ediciones. Estos son los equipos que han conseguido ganarla: Feel Volley Alcobendas (5), Vóley Playa Madrid (2), Club Voleibol Leganés (2), Club Voleibol Madrid (2) y Club Voleibol Torrejón (1).

## Sistema de competición
El campeonato empezó a disputarse en sus tres primeras ediciones en un sistema de liguilla que se disputaba en dos sedes. Todos los equipos participantes se enfrentaban entre sí para conseguir situarse en primera posición y así llevarse el título de campeón.
Tras un parón de tres años, la Federación de Madrid de Voleibol (FMVB) recuperó este torneo aunque con un formato de eliminatorias a un partido único. Así, los equipos tendrían que sortear las diferentes fases eliminatorias hasta llegar a la final. En esta disposición se tiene en cuenta la categoría estatal que ocupa dicho equipo para iniciar esas eliminatorias en una posición u otra. El que consigue ganar todos los partidos, se proclama campeón.

## Historial
| Edición                          | Año  | Campeón                | Resultado | Subcampeón             | Puntuación                        | Notas       |
| -------------------------------- | ---- | ---------------------- | --------- | ---------------------- | --------------------------------- | ----------- |
| I                                | 2010 | Feel Volley Alcobendas |           | Vóley Playa Madrid     |                                   | [ 1 ]       |
| II                               | 2011 | Feel Volley Alcobendas |           | Vóley Playa Madrid     |                                   | [ 1 ]       |
| III                              | 2012 | Feel Volley Alcobendas |           | Club Voleibol Leganés  |                                   | [ 1 ] [ 2 ] |
| Dejó de celebrarse el campeonato |      |                        |           |                        |                                   |             |
| IV                               | 2015 | Vóley Playa Madrid     |           | Feel Volley Alcobendas |                                   | [ 1 ]       |
| V                                | 2016 | Feel Volley Alcobendas | 3 - 0     | Vóley Playa Madrid     |                                   | [ 3 ]       |
| VI                               | 2017 | Vóley Playa Madrid     | 3 - 0     | Madrid Chamberí        |                                   | [ 4 ]       |
| VII                              | 2018 | Feel Volley Alcobendas | 3 - 0     | Club Voleibol Sanse    | 25-18, 25-14, 25-19               | [ 5 ]       |
| VIII                             | 2019 | Club Voleibol Torrejón | 3 - 1     | Club Voleibol Leganés  |                                   | [ 6 ]       |
| No disputado por pandemia COVID  |      |                        |           |                        |                                   |             |
| IX                               | 2021 | Club Voleibol Leganés  | 3 - 0     | Madrid Chamberí        | 25-10, 25-13, 25-9                |             |
| X                                | 2022 | Club Voleibol Leganés  | 3 - 2     | Feel Volley Alcobendas | 25-15, 23-25, 25-21, 20-25, 15-10 | [ 7 ]       |
| XI                               | 2023 | Madrid Chamberí        | 3 - 2     | Club Voleibol Torrejón | 19-25, 25-22, 25-22, 17-25, 16-14 | [ 8 ]       |
| XII                              | 2024 | Madrid Chamberí        | 3 - 1     | Club Voleibol Leganés  | 25-18, 23-25, 25-21, 25-13        | [ 9 ]       |

## Palmarés
En las once ediciones disputadas hasta la fecha, ha habido hasta cinco campeones diferentes y hasta seis clubes que han logrado llegar a la final.

### Clubes
| Equipo                 | Títulos | Subtítulos | Año campeón                   | Año subcampeón     |
| ---------------------- | ------- | ---------- | ----------------------------- | ------------------ |
| Feel Volley Alcobendas | 5       | 1          | 2010, 2011, 2012, 2016, 2018. | 2015 y 2022.       |
| Vóley Playa Madrid     | 2       | 3          | 2015, 2017.                   | 2010, 2011, 2016.  |
| Club Voleibol Leganés  | 2       | 3          | 2021 y 2022.                  | 2012, 2019 y 2024. |
| Madrid Chamberí        | 1       | 2          | 2023 y 2024.                  | 2017 y 2021.       |
| Club Voleibol Torrejón | 1       | 1          | 2019.                         | 2023.              |
| Club Voleibol Sanse    | 0       | 1          |                               | 2018.              |